# Cryptospira elegans
Espèce
Synonymes
- Bullata elegans (Gmelin, 1791)
- Marginella elegans (Gmelin, 1791)
- Voluta elegans Gmelin, 1791

Cryptospira elegans est une espèce de mollusques gastéropodes marins de l'ordre des Neogastropoda et de la famille des Marginellidae. Elle est trouvée en Asie, en incluant les Philippines.